# Bellavista Oveja Tomé
Bellavista Oveja Tomé es una empresa chilena dedicada al rubro textil con sede en la localidad de Bellavista, Tomé, en la Región del Biobío. Fue fundada en 1865 y durante años fue una de las principales industrias textiles de Latinoamérica. Se declaró en quiebra en 2008, cerrando su fábrica durante dos años, pero fue comprada y puesta en marcha nuevamente en 2010.

## Historia

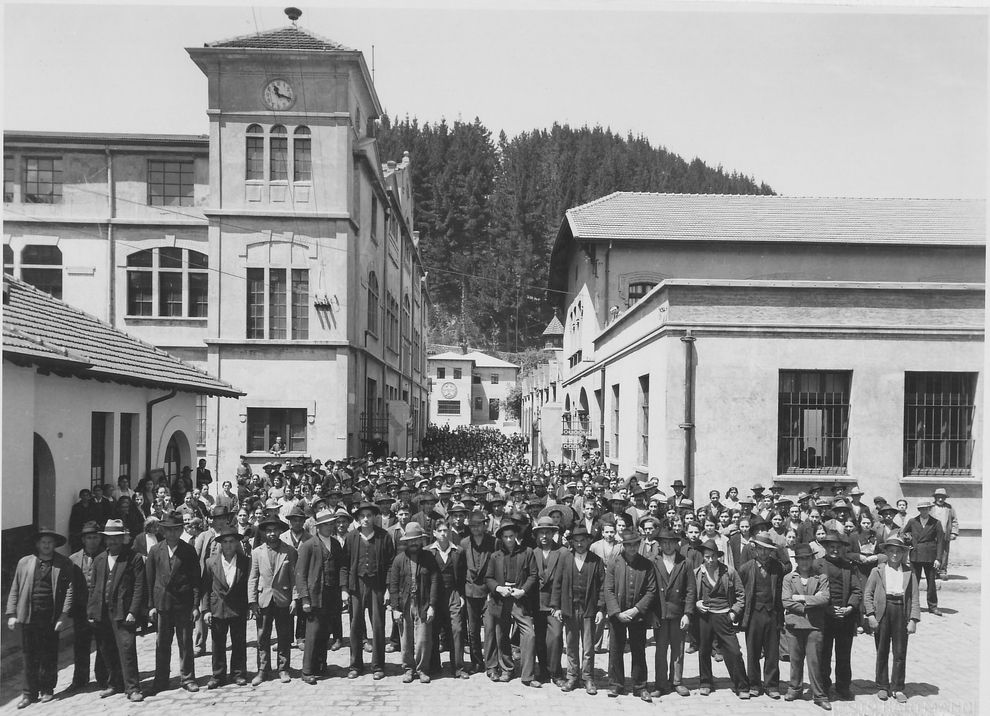
Entrada de obreros a la fábrica de paños de Bellavista, probablemente entre las décadas de 1920 o 1930.

En 1865 el empresario Guillermo Gibson Délano Ferguson creó la fábrica Paños Bellavista Tomé con tal de generar diversos productos textiles. Hacia 1872 ya producía 1200 metros de paños finos y de uso común. La materia prima provenía de las ovejas de la zona de Magallanes y Argentina.
En 1879 la empresa es adquirida por el alemán Augusto Kaiser. Desde aquel año, y durante toda la Guerra del Pacífico, Bellavista Tomé fue la encargada de confeccionar los tejidos para los trajes utilizados por los efectivos militares chilenos durante el conflicto armado en la zona norte.
Luego de Kaiser, la fábrica pasó a manos de Carlos Fazzani, y en 1897 es adquirida por Carlos Werner. Durante su gestión la empresa se moderniza, se adquieren nuevas maquinarias y se amplían las dependencias de la fábrica, construyendo una iglesia, un mercado, una escuela, un gimnasio y casas para los trabajadores de la empresa.
Durante los años 50 y 60, la empresa exportaba la mayoría de sus productos a Europa y al resto de Latinoamérica, debido a la gran calidad de sus lanas, las que eran consideradas como unas de las mejores del continente.

### Expropiación
En diciembre de 1970 el presidente Salvador Allende expropió Bellavista Tomé, la medida fue la primera expropiación que realizó la Unidad Popular de una serie de estatizaciones.
Luego del golpe de Estado de 1973, la empresa pasó a manos de un interventor, y posterior a ello se formó la administración de la empresa pasó a manos de una cooperativa de trabajadores.

### Crisis
A inicios de los años 80, y a raíz de la crisis económica de 1982, Bellavista Tomé se fusionó con Paños Oveja, fundada en 1917 y que también funcionaba en la ciudad de Tomé. A partir de la fusión surge Bellavista Oveja Tomé, nombre que mantiene hasta la actualidad. En 1982 la empresa fue adquirida por la Familia Ascuí, la cual inició un plan de expansión que incluyó el potenciamiento de sus exportaciones hacia Australia, México, Estados Unidos y Nueva Zelandia.
Durante la década de 1990, la empresa continuó con su plan de expansión, realizando campañas publicitarias en las que participaban destacadas modelos, y realizando creaciones especiales a cargo de diversos diseñadores nacionales. En 2002 la familia Ascuí vendió la fábrica a una sociedad compuesta por Gabriel Berczely, Miguel Otero y Cristóbal Kaufmann.

### Quiebra y reapertura
En 2006, a raíz de la disminución de las ventas y el aumento de los costos de producción, se inició una serie de despidos y reestructuraciones al interior de la empresa. En noviembre de 2007, Bellavista Oveja Tomé presentó su solicitud de quiebra, la cual fue revertida mediante un aporte de 27 millones de dólares otorgados por el directorio de la compañía y el Banco del Estado de Chile.
En 2008 Bellavista Oveja Tomé cerró sus puertas, finiquitando a todos los trabajadores que mantenía. Luego de varios remates que no tuvieron postores, en junio de 2010 el empresario Juan Carlos Sabat adquirió la fábrica en 1 535 millones de pesos. Junto a esta adquisición, las antiguas instalaciones de la fábrica se mantienen hasta la actualidad, siendo consideradas Patrimonio Arquitectónico, pese a no ser ser protegidas como tal, al ser sus murallas rayadas incluso con propaganda política.